# Somnambulistic Tunes
Somnambulistic Tunes is een muziekalbum van de Duitse band Picture Palace Music, een band rondom Thorsten Quaeschning. Picture Palace Music is een band, die nieuwe muziek schrijft bij oude stomme films. Zij hebben dat gemeen met In The Nursery. Doet ITN dat met neoklassieke muziek; Picture Palace Music doet dat op basis van elektronische muziek. Quaeschning maakt deel uit van Tangerine Dream, die zelf ook filmmuziek schrijft en uitvoert. De muziek van Somnambulistic Tunes verschilt dan ook nauwelijks van de muziek van Tangerine Dream.
Somnambulistic Tunes behoort bij de film Das Cabinet des Dr. Caligari van Robert Wiene (ITN heeft deze film ook al voorzien van nieuwe muziek).

## Musici
- Thorsten Quaeschning-toetsen
- Susanne Maria Sellin- saxofoon
- Thorsten Spilling – gitaar.

## Composities
Allen van Quaeschning:
1. Overture
2. Little town of Holstenwall
3. Annual affair
4. Somnambulistic
5. Streets of Holstenwall
6. Night, night, night
7. Help, murder, help
8. Fundair 1919
9. jane and Cesare
10. The funural night
11. Jane’s nightmare
12. On the run
13. Celebrating fears II
14. Invastigation
15. Twilight of the invalid
16. Lunatic asylum
17. Final